# Sei nell'anima (singolo)
Sei nell'anima è il primo singolo a essere estratto dall'album Grazie di Gianna Nannini, pubblicato il 13 gennaio 2006. Scritto da Gino Pacifico con l'apporto sporadico della Nannini stessa, il brano è stato uno dei maggiori successi della cantante senese. È stato frequentemente trasmesso in radio, raggiungendo la posizione numero 1 dell'airplay.
Della canzone esiste una versione in lingua inglese, dal titolo "Hold the Moon", anch'essa inclusa nell'album Grazie. Un medley live con le due versioni si trova anche nella raccolta GiannaBest. Non esiste un video per questa versione.
Nel 2020 è stata inclusa fra le migliori canzoni degli ultimi 45 anni per il concorso radiofonico I Love My Radio.

## Video musicale
Il video della canzone è stato girato a Bratislava, capitale della Slovacchia, e alcune scene del video sono girate in bianco e nero.

## Tracce
1. Sei nell'anima
2. The Train

## Classifiche
| Classifica (2006) | Posizione massima |
| ----------------- | ----------------- |
| Italia            | 1                 |

### Classifiche di fine anno
| Classifica (2006) | Posizione |
| ----------------- | --------- |
| Italia            | 4         |